# Kontokorent
Kontokorent (též kontokorentní úvěr či povolené přečerpání) je ve finančnictví doplněk k běžnému účtu, který klientovi umožňuje čerpat peníze z běžného účtu i v případě, že nemá na účtu dostatečnou hotovost. Banka tedy klientovi v takovém případě operativně potřebné finanční prostředky půjčí a klient smí „jít do minusu“. Jedná se tzv. o povolený debet (dluh) na bankovním účtu, český ekvivalent přistavený úvěr se téměř nepoužívá. Pokud na účet se záporným zůstatkem přijdou peníze, jsou automaticky použity na pokrytí kontokorentní půjčky, tj. zmenšení záporného zůstatku. Banka může klientovi zobrazovat na účtu běžný zůstatek (tj. zápornou částku při vstupu do kontokorentu) nebo disponibilní zůstatek (tj. zůstatek až do výše sjednaného kontokorentu), kdy se záporný zůstatek nezobrazuje (zůstatek nula pak znamená maximální výši kontokorentu).

## Specifikace
Hlavními parametry kontokorentu jsou: 
- Úvěrový limit, tj. maximální částka, kterou banka klientovi tímto způsobem půjčí. Obecně platí, že se rovná dvojnásobku až trojnásobku příjmu.[2]
- Úroková sazba, kterou klient zaplatí za vypůjčené peníze ročně - úrok není vždy stejný, ale pohybuje se podle aktuální základní úrokové míry ČNB, dle kterého banky stanovují svoji sazbu v závislosti na inflaci a dalších podmínkách.[3]
- Poplatky za sjednání a vedení kontokorentu.

Kontokorent lze využívat kdykoliv a opakovaně až do vyčerpání úvěrového limitu. Obvykle zde není stanoven termín ani výše splátky, klient je však povinen v určité době (zpravidla jeden rok) úvěr splatit, tj. dostat se s účtem „do plusu“. Poté smí opět kontokorentní úvěr čerpat dále, není-li smlouva o sjednání kontokorentu časově omezená. Úvěr se splácí automaticky, jakmile na běžný účet s úvěrem přijde jakákoliv platba.

## Výhody a nevýhody
Kontokorentní úvěr patří mezi neúčelové a nezajištěné úvěry. Je neustále k dispozici a peníze z něj klient může čerpat snadno, bez komplikací a opakovaně. Zvyšuje tak jeho platební schopnost zejména v případech nečekaných výdajů či zpoždění/výpadku příjmů. Úroky klient platí pouze po dobu, po kterou peníze z kontokorentu čerpá, tj. je v minusu. Splátky jsou čistě v režii klienta, není stanoveno datum splatnosti ani velikost splátky, obvykle je však nutné kontokorent uhradit do jednoho roku.
Kontokorent není levná půjčka a je s ním zpravidla spojená vyšší úroková sazba. Roční úrokové sazby jsou až několikanásobně vyšší než sazby klasických úroků. Někdy je kontokorent též spojen s dalšími poplatky, které se liší podle banky. 
Těmito poplatky jsou např.: 
- měsíční paušální poplatek za vedení účtu,
- poplatek za přečerpání zůstatku,
- poplatek za každou transakci provedenou během doby užívání kontokorentu,
- poplatek za povolení kontokorentu,
- změnu úvěrového limitu.[4]

## Podmínky
Podmínkou pro získání kontokorentu je obvykle, aby měl klient u banky běžný účet, bylo mu více než 18 let a měl pravidelný příjem. Pokud má klient u banky běžný účet již delší dobu a nepotřebuje velký úvěrový limit, obvykle nemusí prokazovat výši příjmů. Pokud si ale klient právě účet založil nebo chce úvěrový limit v řádu desetitisíců, bude muset doložit příjmy. Od zaměstnanců chtějí banky potvrzení od zaměstnavatele a od OSVČ kopii daňového přiznání nebo doklad o zaplacení daně z příjmu. O studentský kontokorent mohou žádat zpravidla studenti vysokých a vyšších odborných škol. Potvrzení o příjmu u nich nahradí potvrzení o studiu.

## Odlišnosti
Důležitým specifikem kontokorentu je jednorázové schválení. Jakmile tedy banka žadateli kontokorent zřídí, stane se stálou součástí jeho účtu. Díky tomu klient nemusí pokaždé žádat o novou půjčku. Produkt navíc nezaniká ani v případě, že klient splatí peníze, které si prostřednictvím kontokorentu půjčil. V praxi tak má stále dostupnou finanční rezervu. A může ji využít při nenadálých výdajích. Za to ovšem platí poměrně vysoké úroky, které se běžně pohybují v rozmezí 12–20 % z vyčerpané částky (v závislosti na konkrétním poskytovateli a jeho podmínkách). Oproti obvyklým bankovním půjčkám je tedy úroková sazba až trojnásobná. Úročení navíc může být denní, týdenní, měsíční nebo roční. Klient zároveň nemůže počítat s bezúročným obdobím, které je běžné u kreditních karet.

## Splácení
Na rozdíl od většiny jiných spotřebitelských úvěrů klient neplatí pravidelné splátky. Kontokorent je totiž součástí běžného účtu a dluh se umořuje automaticky, jakmile na tento účet přijdou peníze. Pro klienta to znamená, že nemusí zadávat žádný speciální platební příkaz. I částečně splacený kontokorent přitom může dále čerpat. Alespoň jednou až dvakrát ročně je ale obvykle třeba, aby klient splatil celý kontokorent včetně úroků.